# Noam Baumann
Pour les articles homonymes, voir Baumann.
Noam Baumann, né le 10 avril 1996 à Baar en Suisse, est un footballeur international dominicain, qui évolue au poste de gardien de but à l'OFI Crète.

## Biographie

### En club

#### FC Lucerne (2009-2015)
Né  à Baar en Suisse, Noam Baumann est formé par le FC Lucerne mais il n'obtient jamais sa chance en équipe première.

#### Prêt et transfert définitif au Zug 94 (2014-2015)
Il est alors prêté au Zug 94 pour la saison 2014-2015.
C'est le club qu'il rejoint définitivement à l'été 2015.

#### FC Wil (2016-2018)
En 2016, il s'engage en faveur du FC Wil, en deuxième division suisse (Challenge League).

#### Prêt et transfert au FC Lugano (depuis 2018)
En mars 2018, Baumann est prêté avec option d'achat au FC Lugano, il a signé un contrat jusqu'en juin 2022. Il joue son premier match sous ses nouvelles couleurs le 22 juillet 2018, lors de la première journée de la saison 2018-2019 de Super League face au FC Sion. Il est titularisé et son équipe s'impose par deux buts à un.
Il rejoint définitivement Lugano lors de l'été 2018. C'est lors de cette année qu'il s'impose comme le gardien titulaire du FC Lugano.
Ses prestations dans le championnat suisse attirent l'œil de plusieurs clubs espagnols à l'été 2020, comme le Bétis Séville ou le Grenade CF. Il reste toutefois à Lugano.
Lors de la saison 2021-2022, Baumann perd sa place de titulaire en raison d'une blessure à la cheville qui le tient éloigné des terrains pendant plus d'un mois, et il est ensuite devancé dans la hiérarchie par le jeune Amir Saipi. Baumann fait alors l'objet de rumeurs concernant un départ, il est notamment cité du côté du Werder Brême.

### Retour au FC Wil
Le 14 février 2023, Noam Baumann fait son retour au FC Wil sous la forme d'un prêt jusqu'à la fin de la saison, avec une option pour une prolongation d'une saison supplémentaire.

### En sélection
Baumann joue son premier match avec l'équipe de Suisse espoirs le 27 mars 2018 contre le Portugal. Les Suisses s'inclinent par quatre buts à deux ce jour-là.